# مرد اول (مجموعه تلویزیونی)
مرد اول نام یک مجموعه تلویزیونی ایرانی است که در سال ۱۳۵۵ و به کارگردانی «پرویز کاردان» ساخته شد و از تلویزیون ملی ایران پخش گردید. محل فیلمبرداری صحنه های داخلی این سریال در یک خانه قدیمی و مجلل واقع در خیابان امیریه، سر پل امیربهادر بود و صحنه های خارجی در دکورهای استودیو پارسفیلم فیلمبرداری شدند.

## خلاصه داستان
حوادث این مجموعه تلویزیونی که در اواخر دوره قاجاریه رخ می‌دهد، دربارهٔ خانوادهٔ متوسطی است که می‌خواهند هم به آداب و سنن قبلی خانوادگی- اجتماعی خود پایبند باشند و هم خود را با روزگار و شرایط جدید سازگار کنند و همین امر منجر به کشمکش‌ها و مشکلاتی می‌شود. در این مجموعه تلویزیونی سعی شده در قالب زندگی یک خانواده ایرانی، دگرگونی‌ها و وقایع اجتماعی- سیاسی سالهای پس از ۱۲۹۹ خورشیدی، نظیر تغییر لباس، گرفتن شناسنامه و غیره مطرح و به تصویر کشیده شود.

## بازیگران

### بازیگران
- مهین شهابی در نقش «امیرزاده خانم»
- ثریا حکمت در نقش «گلناز خانم»
- گرشا رئوفی در نقش «میرزا تیمور»
- رقیه چهره‌آزاد
- نعمت‌الله گرجی در نقش «حاج قلی خان»
- ولی‌الله شیراندامی در نقش «اسکندر خان»
- اسماعیل محرابی در نقش «حبیب»
- آزیتا لاچینی
- عنایت‌الله بخشی در نقش «بهادر خان»
- خسرو شجاع‌زاده در نقش «هادی»
- ناصر گیتی‌جاه
- روح‌الله مفیدی در نقش «غلام»
- حمید طاعتی در نقش «میرعلی خان»
- حسین حسینی در نقش «فرخ»
- محمود بهرامی
- آتش خیر در نقش «عاطفه»
- اعظم رضایی
- شهرزاد آرمانی در نقش «عاکفه»
- علی‌اکبر مهدوی‌فر
- عبدالصمد صمدی
- مینو ابریشمی در نقش «نوشین»
- مینو در نقش «دایه»
- حسن درویشی در نقش «آشپزباشی»
- هنگامه در نقش «ندیمه صغری»
- شهناز نامدار (ِراحله) در نقش «هوو»
- ‌ سرور امجدی در نقش «عاقله»
- منوچهر حامدی

## عوامل تولید

### عوامل تولید
- کارگردان: پرویز کاردان
- نویسنده: صدرالدین الهی
- تصویربردار: رضا مجاوری
- تهیه‌کننده: پرویز کاردان
- موسیقی: حسین فرهادپور
- خوانندهٔ تیتراژ: محمد منتشری
- فرمت: ۱۶ میلیمتری (سیاه و سفید)
- محصول: تلویزیون ملی ایران
- سال تولید: ۱۳۵۵